# Holden (West Virginia)
Holden is een plaats (census-designated place) in de Amerikaanse staat West Virginia, en valt bestuurlijk gezien onder Logan County.

## Demografie
Bij de volkstelling in 2000 werd het aantal inwoners vastgesteld op 1105.

## Geografie
Volgens het United States Census Bureau beslaat de plaats een oppervlakte van
25,3 km², geheel bestaande uit land. Holden ligt op ongeveer 260 m boven zeeniveau.

## Plaatsen in de nabije omgeving
De onderstaande figuur toont nabijgelegen plaatsen in een straal van 12 km rond Holden.